# Baba Batra
Pour les articles homonymes, voir Batra.
Baba Batra ou Bava Batra (araméen בָּבָא בָּתְרָא « la dernière porte ») est un traité de la Mishna possédant une gémara dans le Talmud de Babylone et dans le Talmud de Jérusalem. Baba Batra s'intéresse aux questions liées à la responsabilité individuelle et aux droits des détenteurs de propriétés. Avec Baba Kamma et Bava Metzia, il appartient à l'ordre Nezikin et les trois traités formaient à l'origine un seul long traité.
Dans l'édition classique du Talmud, Bava Batra compte 176 folio. Le commentaire de Rachi sur Bava Batra est incomplet. Il a été terminé par son petit-fils, le Rashbam.